# دير غلاستونبري
دير غلاستونبري هو دير كان موجودًا في غلاستونبري، سومرست في إنجلترا. أدرجت أطلاله ضمن قائمة الآثار الأكثر أهمية في إنجلترا، وهو من أماكن الجذب السياحي في إنجلترا.
تأسس الدير في القرن السابع الميلادي، وتم توسعته في القرن العاشر، قبل أن يدمره حريق هائل عام 1184. بعد ذلك، أعيد بناء الدير، وبحلول القرن الرابع عشر، أصبح الدير أحد أغنى وأكثر الأديرة تأثيرًا في إنجلترا، كما سيطر الدير على مساحات شاسعة من الأراضي المحيطة. وفي عام 1539، هدم الدير وفقًا لسياسة حل الأديرة التي انتهجها الملك هنري الثامن ملك إنجلترا، وتعرض آخر رئيس للدير ريتشارد ويتنغ، للإعدام والسحل وتقطيع أواصره بعد اتهامه بالخيانة.
منذ القرن الثاني عشر الميلادي، ارتبطت منطقة غلاستونبري بأسطورة الملك آرثر، حيث زعم رهبان العصور الوسطى أن غلاستونبري هي أفالون. كما زعمت الأساطير المسيحية، أن يوسف الرامي هو من أسس الدير في القرن الأول الميلادي.

## أعلام
- إدموند الأول
- إدغار، ملك إنجلترا
- إدموند أيرونسايد